# Ȓ
Cette page contient des caractères spéciaux ou non latins. S’ils s’affichent mal (▯, ?, etc.), consultez la page d’aide Unicode.
Ȓ (minuscule : ȓ), appelé R brève inversée, est un graphème utilisé dans l’écriture de l’inupiaq au Canada et dans la notation de phonologie ou de poésie du croate ou du slovène.
Il s'agit de la lettre R diacritée d'une brève inversée. Il n’est pas à confondre avec le R accent circonflexe ‹ r̂ ›.

## Utilisation
Le ȓ est utilisé par certains auteurs dans l’écriture du rifain avec l’alphabet latin, par exemple par le projet Awal n Arebbi.
Le ȓ est utilisé par certains auteurs dans l’écriture du piémontais d’Alba.

## Représentations informatiques
Le R brève inversée peut être représenté avec les caractères Unicode suivants :
- précomposé (latin de base, diacritiques) :

| formes    | représentations | chaînes de caractères | points de code | descriptions                              |
| --------- | --------------- | --------------------- | -------------- | ----------------------------------------- |
| capitale  | Ȓ               | Ȓ                     | U+0212         | lettre majuscule latine r brève renversée |
| minuscule | ȓ               | ȓ                     | U+0213         | lettre minuscule latine r brève renversée |

- décomposé (latin de base, diacritiques) :

| formes    | représentations | chaînes de caractères | points de code | descriptions                                          |
| --------- | --------------- | --------------------- | -------------- | ----------------------------------------------------- |
| capitale  | Ȓ               | R◌̑                    | U+0052 U+0311  | lettre majuscule latine r diacritique brève renversée |
| minuscule | ȓ               | r◌̑                    | U+0072 U+0311  | lettre minuscule latine r diacritique brève renversée |